# Grand Prix Formule 1 van Frankrijk 1992
De Grand Prix Formule 1 van Frankrijk 1992 werd gehouden op 5 juli 1992 op Magny-Cours.

## Uitslag
| Positie | Nummer | Rijder               | Team                | Ronden | Tijd/Opgave     | Startplaats | Punten |
| ------- | ------ | -------------------- | ------------------- | ------ | --------------- | ----------- | ------ |
| 1       | 5      | Nigel Mansell        | Williams-Renault    | 69     | 1:38:08.459     | 1           | 10     |
| 2       | 6      | Riccardo Patrese     | Williams-Renault    | 69     | + 46.447        | 2           | 6      |
| 3       | 20     | Martin Brundle       | Benetton-Ford       | 69     | + 1:12.579      | 7           | 4      |
| 4       | 11     | Mika Häkkinen        | Lotus-Ford          | 68     | + 1 Ronde       | 11          | 3      |
| 5       | 26     | Érik Comas           | Ligier-Renault      | 68     | + 1 Ronde       | 10          | 2      |
| 6       | 12     | Johnny Herbert       | Lotus-Ford          | 68     | + 1 Ronde       | 12          | 1      |
| 7       | 9      | Michele Alboreto     | Arrows-Mugen-Honda  | 68     | + 1 Ronde       | 14          |        |
| 8       | 24     | Gianni Morbidelli    | Minardi-Lamborghini | 68     | + 1 Ronde       | 16          |        |
| 9       | 21     | Jyrki Järvilehto     | Dallara-Ferrari     | 67     | + 2 Rondes      | 17          |        |
| 10      | 22     | Pierluigi Martini    | Dallara-Ferrari     | 67     | + 2 Rondes      | 25          |        |
| 11      | 3      | Olivier Grouillard   | Tyrrell-Ilmor       | 66     | + 3 Rondes      | 22          |        |
| NF      | 27     | Jean Alesi           | Ferrari             | 61     | Motor           | 6           |        |
| NF      | 4      | Andrea de Cesaris    | Tyrrell-Ilmor       | 51     | Spin            | 19          |        |
| NF      | 30     | Ukyo Katayama        | Venturi-Lamborghini | 41     | Motor           | 18          |        |
| NF      | 25     | Thierry Boutsen      | Ligier-Renault      | 46     | Spin            | 9           |        |
| NF      | 28     | Ivan Capelli         | Ferrari             | 38     | Motor           | 8           |        |
| NF      | 16     | Karl Wendlinger      | March-Ilmor         | 33     | Versnellingsbak | 21          |        |
| NF      | 32     | Stefano Modena       | Jordan-Yamaha       | 25     | Motor           | 20          |        |
| NF      | 10     | Aguri Suzuki         | Arrows-Mugen-Honda  | 20     | Spin            | 15          |        |
| NF      | 19     | Michael Schumacher   | Benetton-Ford       | 17     | Ongeluk         | 5           |        |
| NF      | 2      | Gerhard Berger       | McLaren-Honda       | 10     | Motor           | 4           |        |
| NF      | 15     | Gabriele Tarquini    | Fondmetal-Ford      | 6      | Gaspedaal       | 23          |        |
| NF      | 1      | Ayrton Senna         | McLaren-Honda       | 0      | Ongeluk         | 3           |        |
| NF      | 29     | Bertrand Gachot      | Venturi-Lamborghini | 0      | Ongeluk         | 13          |        |
| NF      | 33     | Mauricio Gugelmin    | Jordan-Yamaha       | 0      | Ongeluk         | 24          |        |
| NF      | 14     | Andrea Chiesa        | Fondmetal-Ford      | 0      | Ongeluk         | 26          |        |
| NQ      | 17     | Paul Belmondo        | March-Ilmor         |        |                 |             |        |
| NQ      | 23     | Christian Fittipaldi | Minardi-Lamborghini |        |                 |             |        |
| NQ      | 7      | Eric van de Poele    | Brabham-Judd        |        |                 |             |        |
| NQ      | 8      | Damon Hill           | Brabham-Judd        |        |                 |             |        |

## Wetenswaardigheden
- Het Andrea Moda-team raakte niet op het circuit door een blokkade door vrachtwagenchauffeurs.
- Opnieuw een zwakke prestatie van McLaren. Ayrton Senna moest al vroeg opgeven na een botsing met Michael Schumacher en Gerhard Berger met motorproblemen.

## Statistieken
| Pole-position | Nigel Mansell | Williams-Renault | 1:13.864 |
| Snelste ronde | Nigel Mansell | Williams-Renault | 1:17.070 |

## Noot
- Dit was de eerste podiumplaats voor Martin Brundle.

1906 · 1907 · 1908 · 1912 · 1913 · 1914 · 1921 · 1922 · 1923 · 1924 · 1925 · 1926 · 1927 · 1928 · 1929 · 1930 · 1931 · 1932 · 1933 · 1934 · 1935 · 1936 · 1937 · 1938 · 1939 · 1947 · 1948 · 1949 · 1950 · 1951 · 1952 · 1953 · 1954 · 1956 · 1957 · 1958 · 1959 · 1960 · 1961 · 1962 · 1963 · 1964 · 1965 · 1966 · 1967 · 1968 · 1969 · 1970 · 1971 · 1972 · 1973 · 1974 · 1975 · 1976 · 1977 · 1978 · 1979 · 1980 · 1981 · 1982 · 1983 · 1984 · 1985 · 1986 · 1987 · 1988 · 1989 · 1990 · 1991 · 1992 · 1993 · 1994 · 1995 · 1996 · 1997 · 1998 · 1999 · 2000 · 2001 · 2002 · 2003 · 2004 · 2005 · 2006 · 2007 · 2008 · 2018 · 2019 · 2021 · 2022